# 药泉寺

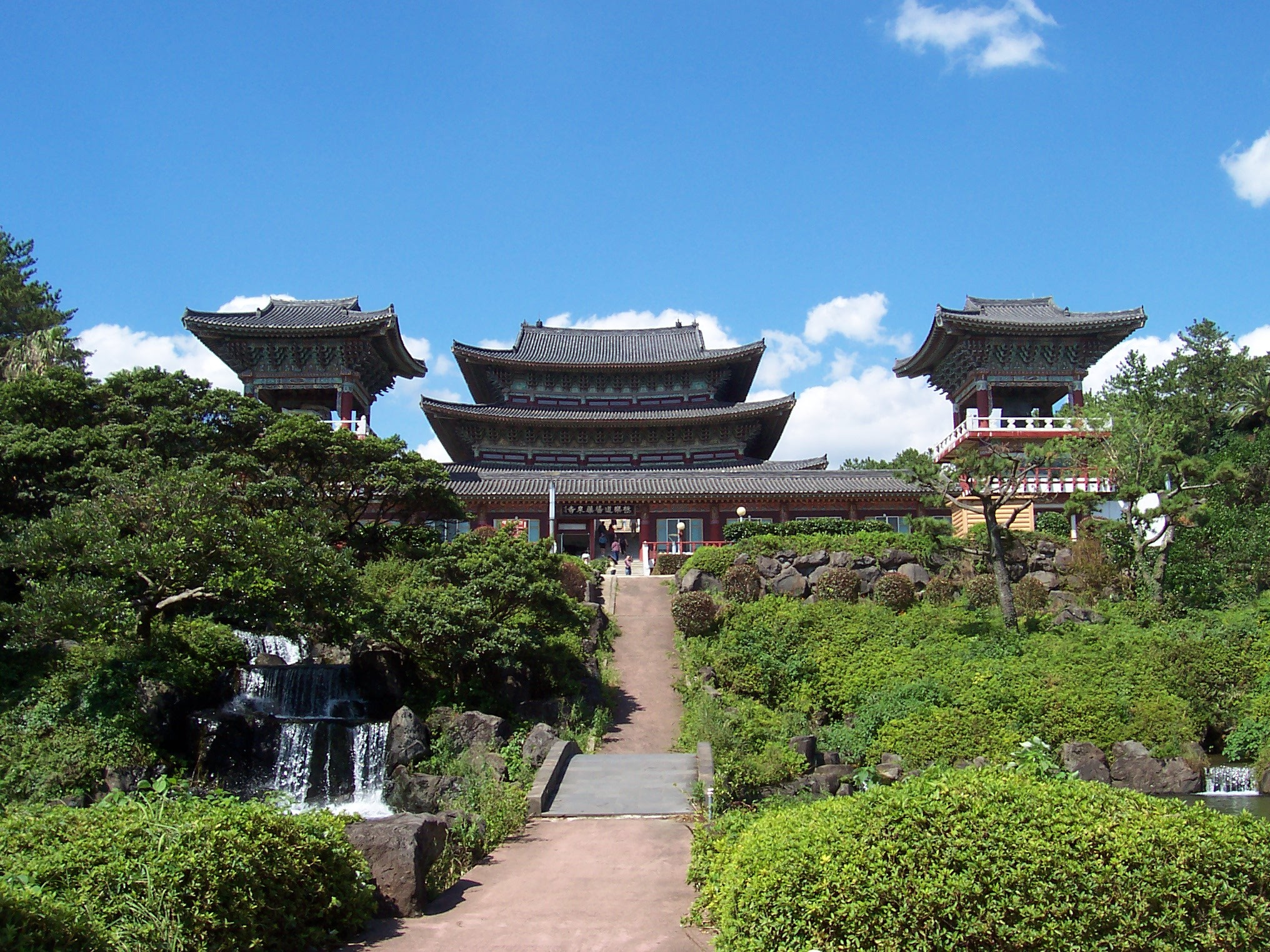
药泉寺

药泉寺（：／ Yak-cheon-sa）是位于韩国济州岛西归浦市的一座寺院。

## 历史
药泉寺是朝鲜王朝早期的佛教建筑，占地3305平方米，地上建筑高30米，是韓國规模最大的寺院，因能治百病的神水而得名。

## 相关條目
- 济州岛
- 韩国佛教